# Дейч Олександр Йосипович
Дейч Олександр Йосипович (нар. 13 травня 1893, Київ — пом. 8 квітня 1972, Москва) — російський і український театрознавець, доктор мистецтвознавства, професор Київського університету; викладав у студії Молодого театру (1918) та Театральній академії (1919) в Києві.
Після 1925 — у Москві.
Писав про театр і драматургію, спогади про театральне життя в Україні початку XX ст., Леся Курбаса.
Друкуватися почав з 1910 року.
Є автором трагедії «Вдова з Ефеса».
Перекладав — і у творчому колективі — твори Газенклевера, Гейне, Демеля, Новаліса, Рільке, Сервантеса, Оскара Уайльда, Бернарда Шоу творів Сервантеса, Гейне, Оскара Уайльда.
Його батько — Дейч Йосип Якович — доктор медицини, засновник київської водолікарні.

## Твори
- Дейч, А. И. Гарри из Дюссельдорфа = Повесть о Генрихе Гейне / А. И. Дейч. — М. : Детская лит-ра, 1980. — 302 с.
- Дейч О. Дорогою дружби. Статті. Портрети. Нариси [Текст]: пер. з рос. / О. Дейч; вступна ст. І. Драча. — К.: Дніпро, 1977. — 12 с.
- Дейч, А. И. Дыхание времени = Статьи, портреты, очерки / А. И. Дейч. — М. : Советский писатель, 1974. — 438 с.
- Дейч, А. И. По ступеням времени [Текст]  : воспоминания и статьи / Александр Дейч. — Киев: Мистецтво, 1988. — 230 с. : ил.  — 5-7715-0057-7

## Спогади
- Дейч А. День нынешний и день минувший. Лит. впечатления и встречи [Текст] / А. Дейч. — 2-е изд., доп. — М.: Сов. писатель, 1985. — 320 с.